# Neotrichoporoides stom
Neotrichoporoides stom är en stekelart som beskrevs av T.C. Narendran och Jilcy 2006. Neotrichoporoides stom ingår i släktet Neotrichoporoides och familjen finglanssteklar. Inga underarter finns listade i Catalogue of Life.